# Ragnhild Bente Andersen
Ragnhild Bente Andersen, född 1965, är en norsk orienterare som blev världsmästarinna i stafett 1987. Hon tog även ett VM-silver i stafett 1991 samt ett NM-brons i stafett 1986.